# Mari Wilson
Mari Macmillan Ramsay Wilson (Neasden, 29 september 1954) is een Britse jazz- en popzangeres. Ze is vooral bekend van haar Britse top-10 hitsingle Just What I Always Wanted uit 1982 en haar imago uit de jaren 1960 compleet met bijenkorfkapsel.

## Biografie
Opgenomen bij Compact Records met haar begeleidingsband The Wilsations, scoorde Wilson tussen 1982-1984 zes Britse Top 100 singles. Haar grootste hit Just What I Always Wanted bereikte #8 in 1982.
In 1983 scoorde ze een tweede Top 40-hit met een cover van Cry Me a River (#27) en bracht ze haar debuutalbum Showpeople (#24) uit. Hierna werd verder commercieel succes haar ontzegd, hoewel ze in 1985 het nummer Would You Dance with a Stranger (thema voor de film Dance with a Stranger) opnam en haar carrière richtte op live optredens. Ze nam vervolgens afstand van haar bijenkorfdagen, maar begon in 2007 weer te toeren met haar oude liedjes.
In 1992 slaagde haar album The Rhythm Romance, dat jazzstandards combineerde met liedjes uit de jaren 1960 en origineel materiaal, niet in de hitparade. Ze bleef optreden met jazzbands en ze zong het themalied voor de tv-sitcom Coupling (Perhaps, Perhaps, Perhaps). Haar versie van Cry Me a River was te horen in de misdaaddramaserie McCallum uit de jaren 1990.
In 2005 ging ze verder met het opnemen van het album Dolled Up. Dit werd gevolgd door de compilatie van haar hits, The Platinum Collection, om haar 25-jarig jubileum in de muziekindustrie te vieren. Behalve dat ze haar solocarrière voortzette, toerde ze met Barb Jungr en Claire Martin als de cabaretact Girl Talk (hoewel Claire Martin nu is vervangen door Gwyneth Herbert).
Wilson trad ook op in musicals als Dusty - The Musical en was te zien in een BBC-televisieserie over beroemdheden en hun gezondheid (ze heeft diabetes type 1).
Haar band stond bekend als The Imaginations voor hun eerste twee singles, voordat ze The Wilsations werden en haar achtergrondzangers heetten The Marionettes. Soms aanbevolen artiesten waren Michelle Collins (Cindy van EastEnders), Julia Fordham en bassist 'Thumbs' Cunningham.
Wilsons vierde studioalbum Emotional Glamour werd in oktober 2008 uitgebracht bij haar eigen Beehive-label (hoewel ze al lang geleden haar vroegere kenmerkende kapsel heeft veranderd). Ze heeft ook geschreven en speelde in de one-woman musical The Love Thing.
In 2012 werd het coveralbum Cover Stories uitgebracht. Ze schrijft ook regelmatig een blog over haar leven en muziek.
Op 30 september 2018 trad ze op als een onaangekondigde speciale gast om een duet te zingen met Marc Almond als onderdeel van hun laatste live concertreeks Say Hello and Wave Goodbye in The O2 Arena in Londen.

## Privéleven
Wilson is een oude inwoner van Crouch End, Noord-Londen en is getrouwd met tv-producent Mal Young. Haar ouders komen uit Schotland en ze bracht haar kindervakanties door bij familie in Stirling en maakte treinreizen naar het strand van Monifieth.

## Discografie

### Albums
- 1983: Showpeople
- 1991: Rhythm Romance
- 1992: Just What I Always Wanted (compilatie)
- 1992: Beat the Beat (compilatie)
- 2005: Dolled Up
- 2007: The Platinum Collection (compilatie)
- 2008: Emotional Glamour
- 2012: Cover Stories
- 2016: Pop Deluxe

### Singles
- 1980: Loveman
- 1981: Dance Card
- 1982: Beat the Beat
- 1982: Baby It's True
- 1982: Just What I Always Wanted[5]
- 1982: (Beware) Boyfriend
- 1983: Cry Me a River
- 1983: Wonderful
- 1984: Ain't That Peculiar
- 1984: Let's Make This Last
- 1985: Would You Dance with a Stranger
- 1991: The Rhythm
- 1991: My Funny Valentine
- 2005: Storyline[1]

### Ep's
- 1992: I'm Coming Home (10"/CD maxi-single)
  - I'm Coming Home/No Moon at All/Out of the Blue/Got to Be You

- Biblioteca Nacional de España: XX975073
- Bibliothèque nationale de France: cb13901227z (data)
- International Standard Name Identifier: 0000 0000 7829 103X
- Library of Congress Control Number: no98024307
- MusicBrainz: 40742c41-b47e-457e-8961-e609b0ad5208
- Nationale Bibliotheek van Israël: 987007407872305171
- SNAC: w6xm2cd3
- Virtual International Authority File: 87981778
- WorldCat: E39PBJx8Fgf4bjP37Pkd3RGfv3